# Звезделина Станкова
Звезделина Енчева Станкова е (на английски: Zvezdelina Stankova) е професор по математика в Милс Колидж, Оукланд, Калифорния, създател на математическия кръжок в Калифорнийския университет, Бъркли и специалист по комбинаторика.

## Ранни години и кариера
Станкова е родена в Русе и завършва езиковата гимназия там. От ранна възраст се увлича от математиката и от пети клас посещава кръжок в родния си град. През 1987 и 1988 г. е участник в националния отбор по математика на България, като печели сребърни медали в две международни олимпиади. През 1989 е приета за студент в Софийския университет, но с падането на Желязната завеса заминава да учи в САЩ, заедно с още 14 български студенти.
През 1992 г. Станкова се дипломира с магистърска степен от колежа Брин-Мор, а през 1997 защитава докторска степен в Харвардския университет.
Работи като асистент и хоноруван преподавател в университета Бъркли, а също и като професор по математика в Милс Колидж. Член е на консултативния съвет на Пруф Скуул, Сан Франциско.

## Научна дейност
В комбинаториката Станкова доказва, че забранените пермутационни подредби 1342 и 2413 са равномощни. За този си принос получава през 1992 наградата „Алис Шафър“ на американската Асоциация на Жените в Математиката.
През 1998 г. Станкова създава математически кръжок в университета Бъркли по модел на математическите кръжоци в България от 70-те и 80-те години на 20 век. Това е едва втория математически кръжок в САЩ и неговия успех е причина за създаването на над 100 други, като Станкова помага за основаването на много от тях. За своя принос към преподаването на математика тя получава през 2011 г. наградата „Хаймо“ на Дебора и Франклин Тепър.
През 1998 г. организира математическа олимпиада в Санфранциския залив. В продължение на шест години е треньор на американския национален отбор по математика.